# Maurice Bouvet (homme politique)
Pour les articles homonymes, voir Maurice Bouvet et Bouvet.
Maurice Bouvet est un homme politique français, député du Jura, né le 31 octobre 1855 à Dole (Jura) et décédé le 1er janvier 1935 à Salins-les-Bains (Jura).

## Biographie
Fils d'un industriel du bois, il étudie à l'école forestière de Nancy et devient garde des eaux et forêts dans le Doubs, avant de rejoindre l'entreprise familiale, dont il prend la direction à partir de 1889. Il est conseiller général de 1898 à 1904 et de 1910 à 1935, et député du Jura de 1919 à 1924, inscrit au groupe de l'Entente républicaine démocratique. Il est également président de la caisse régionale du crédit agricole de Bourgogne et de Franche-Comté, et président de la société forestière de Franche-Comté.

## Sources
- « Maurice Bouvet (homme politique) », dans le Dictionnaire des parlementaires français (1889-1940), sous la direction de Jean Jolly, PUF, 1960 [détail de l’édition]